# Dirk Landau

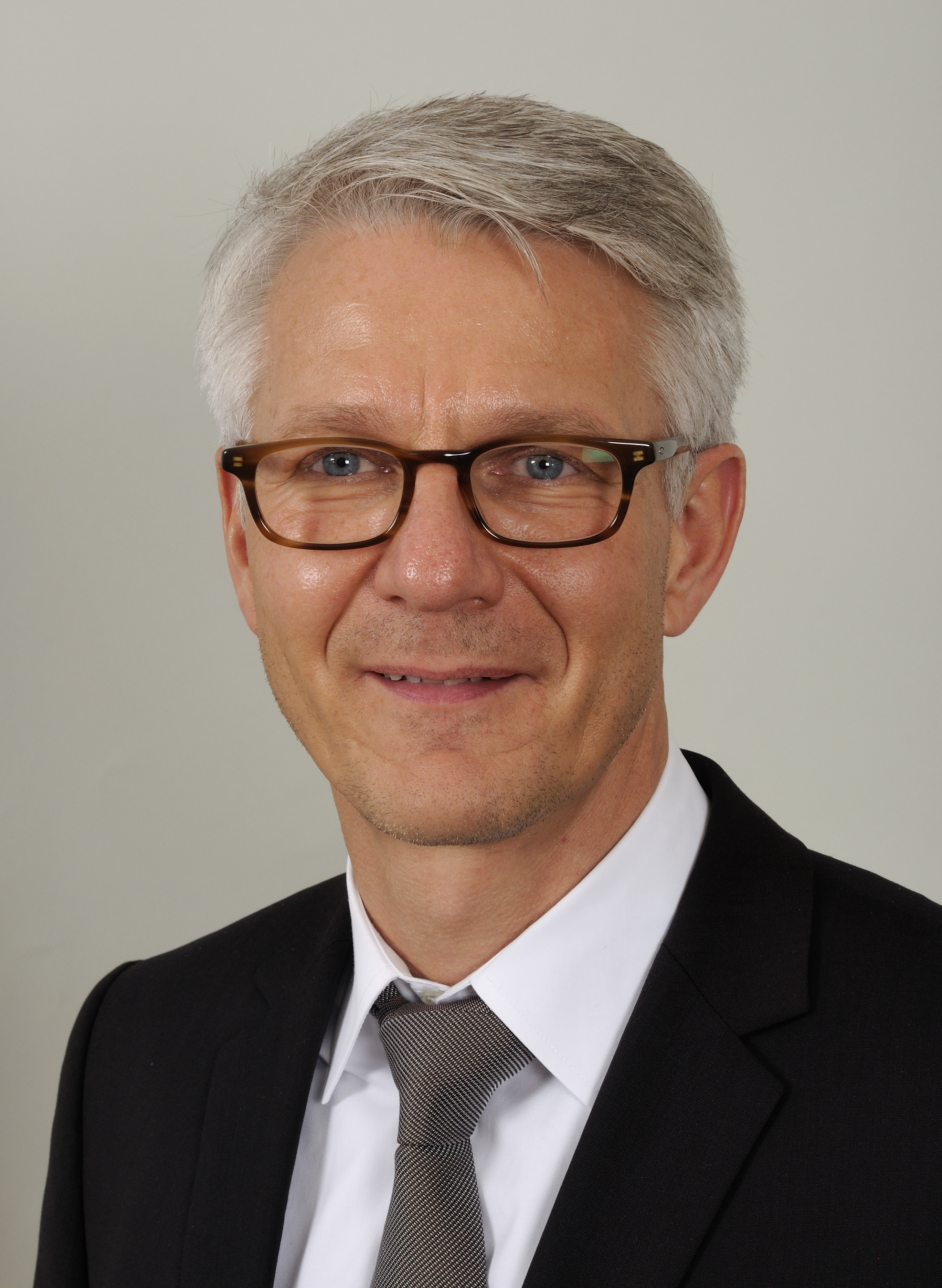
Dirk Landau (2013)

Dirk Landau (* 7. Januar 1964 in Eschwege) ist ein deutscher Politiker (CDU) und ehemaliger Abgeordneter des Hessischen Landtags.

## Ausbildung und Beruf
Nach dem Abitur im Jahr 1983 machte Dirk Landau von 1985 bis 1988 eine Ausbildung zum Augenoptiker in Hamburg und wechselte dann zur Fielmann Optik mit verschiedenen Funktionen in Hamburg, Harburg und Buchholz in der Nordheide. Seit 1990 ist Landau selbstständig in der Augenoptikbranche in Bad Sooden-Allendorf. In den Jahren 1992 bis 1996 besuchte er die Meisterschule in Frankfurt am Main und Kassel und legte die Meisterprüfung ab.

## Politik
Seit 1992 ist Landau Mitglied der CDU und dort seit 2006 Kreisvorsitzender der CDU Werra-Meißner.
Kommunalpolitisch war Dirk Landau seit 1993 als Stadtverordneter der Stadt Bad Sooden-Allendorf und seit 2001 als Kreistagsabgeordneter des Werra-Meißner-Kreises engagiert. Weiterhin war er Mitglied der Verbandsversammlung Abfallzweckverband Werra-Meißner-Kreis und des Zweckverbandes Naturpark Meißner-Kaufunger Wald.
Ab dem 7. Oktober 2003 war Dirk Landau Mitglied des Hessischen Landtags und dort Mitglied im Ausschuss für Wissenschaft und Kunst, der Enquetekommission Demographischer Wandel, Haushaltsausschuss, Petitionsausschuss, Unterausschuss für Finanzcontrolling und Verwaltungssteuerung sowie der Härtefallkommission beim Hessischen Minister des Innern und für Sport.
Im Landtag vertrat Landau den Wahlkreis Eschwege-Witzenhausen in Nachfolge von Uwe Brückmann, der zum Landesdirektor des Landeswohlfahrtsverbandes Hessen (LWV) gewählt wurde.
Dirk Landau scheiterte als Kandidat der CDU für das Amt des Landrats des Werra-Meißner-Kreises am 26. März 2006 gegen Stefan G. Reuß (SPD).
Bei der Landtagswahl in Hessen 2013 trat er im Wahlkreis Eschwege-Witzenhausen an. Hier unterlag er gegen Lothar Quanz. Ihm gelang jedoch der Einzug in den Landtag über ein Listenplatz der Partei. Bei der Landtagswahl in Hessen 2018 unterlag in seinem Wahlkreis erneut dem SPD-Kandidaten, diesmal Knut John. Da aufgrund der großen Verluste der CDU auch die Landesliste der Christdemokraten nicht zog, schied er aus dem Landtag aus.